# Attagenus diversus
Attagenus diversus es una especie de coleóptero de la familia Dermestidae.

## Distribución geográfica
Habita en Sudáfrica y Tanzania.